# Lost for Words (film)
Pour la chanson de Pink Floyd, voir Lost for Words.
Pour plus de détails, voir Fiche technique et Distribution.
Lost for Words est un drame romantique américano-hongkongais réalisé par Stanley J. Orzel et sorti en 2013.

## Synopsis
Une danseuse de Pékin rencontre un ancien marine qui est devenu spécialiste informatique.

## Fiche technique
- Titre : Lost for Words
- Réalisation : Stanley J. Orzel
- Scénario : Stanley J. Orzel et Joseph Bendy
- Directeur de la photographie : Jimmy Wong
- Monteur : Darren Richter
- Musique : Andre Matthias
- Producteur : Maria Lo Orzel, Richard J. Siemens, Dino May, Sean Faris et Eddie Ng
- Société de production : Strada Film
- Distributeur : Chapeau Melon Distribution
- Pays de production :  Hong Kong et  États-Unis
- Genre : Drame romantique
- Durée : 103 minutes
- Dates de sortie :
  - Hong Kong : 18 mars 2013
  - États-Unis : 6 avril 2013
  - Canada : 18 septembre 2014
  - France : 1er juillet 2015

## Distribution
- Sean Faris : Michael Vance
- Grace Huang : Anna Zhou
- Joman Chiang : Mei Mei
- Jennifer Birmingham Lee : Jessica
- Candy Cheung : Kirsten
- Terence Yin : Victor
- Will Yun Lee : Stanford
- Howard Paley : Mueller
- Breanne Racano : Emma
- Geoffrey Wong : Edison